# Johan Larsson i Göteborg
Karl Johan Larsson (i riksdagen kallad Larsson i Göteborg), född 4 februari 1857 i Malmö S:t Petri församling, död 21 juni 1909 i Göteborg, var en svensk yrkesinspektör och politiker (liberal). 
Johan Larsson, som var son till en sjökapten, examinerades vid Tekniska elementarskolan i Malmö 1873 och arbetade i ungdomen som ritare vid verkstäder i Eskilstuna, Malmö och Landskrona. Efter examen från Kungliga Tekniska högskolan 1883 var han ingenjör i Lessebo samma år och sedan vid Holmens bruk i Norrköping 1884–1892. Han arbetade därefter som yrkesinspektör till sin död.
Han var riksdagsledamot i andra kammaren från 1906 till sin död för Göteborgs stads valkrets och tillhörde i riksdagen Liberala samlingspartiet. I riksdagen var han särskilt engagerad i arbetarskyddsfrågor.